# UFO: Afterlight
UFO: Afterlight est un jeu vidéo de tactique au tour par tour, fonctionnant sous Microsoft Windows, développé par ALTAR games et édité le 9 février 2007 par Cenega (pl). Il est la suite de la longue série des jeux X-Com qui débuta en 1994 avec X-COM: UFO Defense.

## Histoire
En 2004, la terre est envahie par une race extraterrestre hostile, les Réticuliens, qui a presque réussi à exterminer les Terriens. Après un combat acharné contre cette race d'envahisseurs, l'humanité finit par abandonner et obtient un accord pour assurer la survie des derniers humains. Ceux-ci sont contraints d'abandonner la planète Terre à leurs vainqueurs. Ils vivent désormais, pour certains, dans une station spatiale en orbite autour de la Terre et, pour d'autres, sur la planète Mars qu'ils tentent de terraformer.
 Cinquante ans plus-tard, en 2054, les humains commencent la colonisation de Mars. La situation semble progressivement s'améliorer pour les exilés jusqu'au jour où ils découvrent une armée de robots abandonnée sur Mars par de très anciens habitants. Les robots s'éveillent et entreprennent une guerre sans merci contre les humains dont la survie est de nouveau menacée.

## Système de jeu
Le jeu mêle les genres de la stratégie et de la gestion. Il se décompose en une phase de stratégie et une phase tactique, le but étant de conquérir de nouvelles zones de jeu en défaisant ses adversaires. À cet effet, le joueur peut rechercher de nouvelles technologies, recueillir des ressources et développer les compétences militaires de ses soldats.
Pendant le phase de stratégie le joueur intervient principalement sur la carte globale représentant la planète Mars. Il peut y décider d'y envahir une zone de jeu autre que la sienne ou réaliser des alliances militaires ou commerciales avec d'autres adversaires pour les zones qu'ils occupent.
En phase stratégie toujours, le joueur doit gérer sa base spatiale en décidant de rechercher de nouvelles technologies, de produire de nouvelles ressources ou d'entreprendre la construction de bâtiments offrant de nouvelles possibilités. À cet effet, il dispose de différentes catégories de personnels : des scientifiques, des techniciens ou des soldats.
Lors des phases tactiques, le joueur doit réaliser différentes missions. Il rassemble alors une équipe de soldats qu'il pourvoit en armement et qu'il transfère dans une zone de jeu. La victoire ou l'échec est sanctionnée par des points de compétences pour les soldats et l'acquisition de nouvelles technologies pour le joueur.

## Mode de jeu
Le jeu est constitué d'une seule campagne accessible à un seul joueur. Il ne comporte, ni mode escarmouche permettant de rejouer individuellement des scénarios, ni mode multijoueurs par Internet.

## Critiques
| UFO: Afterlight |      |       |
| Média           | Pays | Notes |
| Gamekult        | FR   | 6/10  |
| GameSpot        | US   | 65 %  |
| Jeuxvideo.com   | FR   | 14/20 |

- « Le gameplay est vraiment profond, que ce soit pour les phases de combat qui permettent d'utiliser toute une variété d'armes et d'objets, ou pour la partie gestion qui demande une attention de tous les instants pour affecter la bonne personne à la bonne tâche. Le côté jeu de rôle est en plus le bienvenu et il permet de bien personnaliser chaque membre de la colonie. Seul regret, la prise en main de l'interface demande un certain temps car les nombreux onglets et les possibilités très étendues ne sont pas des plus faciles à dompter, surtout avec un manuel et un tutorial aussi succincts. […] Bref, voilà une suite intéressante pour une série injustement méconnue[4]. »